# IC 5217
IC 5217 ist ein planetarischer Nebel im Sternbild Eidechse, welcher im Jahre 1905 von Williamina Fleming entdeckt wurde.